# ジュニアオリンピック
ジュニアオリンピック（Jr. Olympics）は、国内オリンピック委員会が将来のオリンピック選手育成を目的として行う若年層向けスポーツ競技大会である。

## 概要
日本では正式名称を「JOCジュニアオリンピックカップ」と言い、日本オリンピック委員会（JOC）後援による、スポーツ大会の総称として使用されている。
未来のオリンピック選手育成を目的として、1992年よりJOC加盟競技それぞれ各連盟主催により行われている。それぞれ最優秀選手には「JOC杯」が贈呈される（競泳のようにチームに贈呈する場合もある）。いわゆるジュニア年代による全国大会が対象となるが、競技によってその資格年齢は異なる（大きく分けて生年月日基準と学年基準がある）。また、競技によって単独の大会として開催されるものがあれば、シニア大会と併催されるものや日本選手権大会の一部門として開催されるものと様々である。中には相撲のようにジュニアオリンピック対象となる大会の変更歴がある競技やレスリングのように複数の大会にJOC杯を贈呈する競技も存在する。
ジュニアオリンピックの冠を受けられるのはJOCに加盟する国内競技連盟あるいはその下部組織が主催する大会である。そのため、主催する連盟がJOCから退会、除名あるいは資格停止となった場合ジュニアオリンピックの冠を受けることはできなくなる。逆にオリンピックに採用されていない競技でも連盟がJOCに加盟していればジュニアオリンピックの冠を受けることができる。
この大会からオリンピックや世界選手権などで活躍するトップ選手を多く輩出している。

## JOCジュニアオリンピック競技
| 管轄                                       | 大会名                                                                            | 対象                  | 備考 |
| ------------------------------------------ | --------------------------------------------------------------------------------- | --------------------- | --- |
| 全日本アーチェリー連盟                     | 全国高等学校アーチェリー選抜大会                                                  | 高校生                | |
| 日本アイスホッケー連盟                     | U18ジュニアオールスターゲーム                                                     | 18歳以下              | |
| 日本ウエイトリフティング協会               | 全日本ジュニアウエイトリフティング選手権大会                                      | 20歳以下 15歳以上     | |
| 日本エアロビック連盟                       | 全国エアロビック選手権大会                                                        | 16歳以下              | |
| 日本カーリング協会                         | 日本ジュニアカーリング選手権大会                                                  | 20歳以下              | |
| 日本カヌー連盟                             | 全国中学生カヌー大会                                                              | 中学生                | |
| 全日本空手道連盟                           | 全国高等学校空手道選抜大会                                                        | 高校生                | |
| 全日本弓道連盟                             | 全国中学生弓道大会                                                                | 中学生                | |
| 日本近代五種協会                           | チャレンジ近代五種国際大会                                                        | 17歳以下              | ジュニア部門                                                                                                  |
| 日本クリケット協会                         | 19歳以下クリケット選手権                                                          | 19歳以下              | |
| 日本サッカー協会                           | JFA 全日本U-18女子サッカー選手権大会                                              | 22歳以下              | 2011年までは18歳以下                                                                                          |
| 日本山岳・スポーツクライミング協会         | スポーツクライミング競技・JOCジュニアオリンピックカップ大会                       | 19歳以下 11歳以上     | |
| 日本クレー射撃協会                         | 全日本学生クレー射撃選手権大会                                                    | 大学生                | |
| 日本ライフル射撃協会                       | ISSFジュニアライフル射撃競技選手権大会                                            | 20歳以下 高校生以上   | |
| 日本自転車競技連盟                         | 全国ユース選抜マウンテンバイク大会                                                | 18歳以下              | 2016年にマウンテンバイク競技の大会として実施                                                                  |
| 日本自転車競技連盟                         | JOCジュニアオリンピックカップ自転車競技大会                                       | 18歳以下              | 2012年までは全日本アマチュア自転車競技選手権大会と併催                                                        |
| 全日本柔道連盟                             | 全日本ジュニア柔道体重別選手権大会                                                | 19歳以下              | |
| 日本水泳連盟                               | 全国JOCジュニアオリンピックカップ水泳競技大会                                     | 18歳以下              | 2025年現在競泳、飛込、水球、ASが行われている。                                                                |
| 日本スカッシュ協会                         | 全日本ジュニアスカッシュ選手権大会                                                | 19歳以下              | |
| 全日本スキー連盟                           | 全日本ジュニアスキー選手権大会                                                    | 高校生以下 7歳以上    | |
| 日本スケート連盟                           | 全日本ジュニアショートトラックスピードスケート選手権大会                          | 19歳以下 14歳以上     | |
| 日本スケート連盟                           | 全日本ジュニアスピードスケート選手権大会                                          | 19歳以下 14歳以上     | |
| 日本スケート連盟                           | 全日本フィギュアスケートジュニア選手権大会                                        | 22歳以下 13歳以上     | |
| 日本相撲連盟                               | 全日本小学生相撲優勝大会                                                          | 小学生                | かつては全国都道府県中学生相撲選手権大会で授与されていた。                                                    |
| 日本セーリング連盟                         | JSAFユースセーリングチャンピオンシップ                                            | 19歳以下 15歳以上     | |
| 日本セパタクロー協会                       | 全日本セパタクロージュニア選手権大会                                              |                       | |
| 日本ソフトボール協会                       | 全国高等学校女子ソフトボール選抜大会 都道府県対抗全日本中学生女子ソフトボール大会 | 高校生                | |
| 日本体操協会                               | 全日本ジュニア新体操選手権大会                                                    | 15歳以下 10歳以上     | |
| 日本体操協会                               | 全日本ジュニア体操競技選手権大会                                                  | 高校生以下 小6以上    | |
| 日本体操協会                               | 都道府県対抗トランポリン競技選手権大会                                            | 18歳以下 13歳以上     | |
| 日本卓球協会                               | 全日本卓球選手権大会                                                              | 中2以下               | カデットの部                                                                                                  |
| 全日本テコンドー協会                       | 全日本ジュニアテコンドー選手権大会                                                | 高校生以下 小学生以上 | |
| 日本トライアスロン連合                     | 日本ジュニアトライアスロン選手権                                                  | 16～19 歳             | 日本U19 トライアスロン選手権と併催                                                                            |
| 全日本なぎなた連盟                         | 全国中学生なぎなた大会                                                            | 中学生                | |
| 日本バイアスロン連盟                       | バイアスロンJOCジュニアオリンピックカップ大会                                     |                       | バイアスロン競技日本選手権大会と併催                                                                          |
| 日本馬術連盟                               | 全日本ジュニア障害馬術大会                                                        | 22歳以下 16歳以上     | 全日本障害馬術ヤングライダー選手権                                                                            |
| 日本馬術連盟                               | 全日本ジュニア馬場馬術大会                                                        | 22歳以下 16歳以上     | 全日本馬場馬術ヤングライダー選手権                                                                            |
| 日本馬術連盟                               | 全日本ヤング総合馬術大会                                                          | 22歳以下 16歳以上     | 全日本総合馬術ヤングライダー選手権                                                                            |
| 日本バスケットボール協会                   | 都道府県対抗ジュニアバスケットボール大会                                          | 中学生                | 日本協会がJOCより資格停止処分を受けたため2008年は除外された。                                                 |
| 日本バドミントン協会                       | 全日本ジュニアバドミントン選手権大会                                              | 17歳以下              | |
| 日本バレーボール協会                       | 全国都道府県対抗中学バレーボール大会                                              | 中学生                | |
| 日本ハンドボール協会                       | JOCジュニアオリンピックカップハンドボール大会                                     | 中学生                | 2023年よりU-15ジュニアセレクトカップハンドボール大会へ名称変更                                                |
| 日本ビリヤード協会                         | 全日本ジュニアナインボール選手権大会                                              |                       | |
| 日本フェンシング協会                       | JOC杯ジュニアオリンピックフェンシング大会                                         | 19歳以下              | |
| 日本武術太極拳連盟                         | JOCジュニアオリンピックカップ武術太極拳大会                                       | 18歳以下              | 2009年までは全日本武術太極拳競技大会との併催                                                                  |
| JAPAN BOWLING                              | 全日本高校ボウリング選手権大会                                                    | 高校生                | |
| 日本ボクシング連盟                         | 全国高等学校ボクシング選抜大会                                                    | 高校生                | |
| 日本ホッケー協会                           | 全日本中学生ホッケー選手権大会                                                    | 中学生                | |
| 日本ボブスレー・リュージュ・スケルトン連盟 | JOCジュニアオリンピックカップボブスレー競技会                                     |                       | 全日本ボブスレー選手権大会と併催                                                                              |
| 日本ボブスレー・リュージュ・スケルトン連盟 | JOCジュニアオリンピックカップリュージュ競技会                                     |                       | 全日本リュージュ選手権大会と併催                                                                              |
| 日本陸上競技連盟                           | ジュニアオリンピック陸上競技大会                                                  | 中学生                | |
| 日本陸上競技連盟                           | U20日本陸上競技選手権大会                                                         | 19歳以下 高校生以上   | 長距離、競歩                                                                                                  |
| 日本レスリング協会                         | 全日本ジュニアレスリング選手権大会                                                | 20歳以下 17歳以上     | 2007・2008年は全国少年少女選抜レスリング選手権大会でも授与されていた。 ジュニアクイーンズカップは2019年より。 |
| 日本レスリング協会                         | ジュニアクイーンズカップ・レスリング選手権大会                                    | 20歳以下 17歳以上     | 2007・2008年は全国少年少女選抜レスリング選手権大会でも授与されていた。 ジュニアクイーンズカップは2019年より。 |
| 日本ローイング協会                         | 全国高等学校選抜ローイング大会                                                    | 18歳以下              | |

## その他
なお、ジュニアオリンピックはアメリカ合衆国でも同様に開催されている。